# حمید بهمنی
حمید بهمنی کارگردان و نویسنده اهل ایران است.

## رزومه و سوابق کاری حمید بهمنی
|  | رزومه کاری آقاي حمید بهمنی حمید بهمنی متولد هفت آبان 1342 درشهرآمل که دارای تحصیلات آکادمیک در انجمن سینمایی فارابی، انجمن سینمای جوان و ارتباطات از جهاد دانشگاهی است کارگردان ، مستندساز و تصویربردار رسمی سازمان صداوسیما میباشد. او عضو انجمن خبرنگاران ایران و اتحادیه خبرنگاران آسیا، اروپا و آمریکا در کشور سوئیس است. برگزیده دیپلم افتخار کارگردانی فیلم کوتاه "رنگین کمان نیمه شب" در جشنواره بین المللی پروین اعتصامی میباشد. تصویربرداری در مسابقات وزنه برداری ونکوور کانادا، مسابقات المپیک سیدنی استرالیا، مسابقات جهانی کیک بوکسینگ مجارستان، جام جهانی 1998 فرانسه ، مقدماتی جام جهانی در بحرین، والیبال جوانان آسیا در قطر، مسابقات آسیایی و جهانی کشتی و تکواندو، مسابقات آسیایی قایقرانی رودهای خروشان در ایران(رودخانه چالوس) بخشی از فعالیتهای حرفه ای او است. همچنین سابقه حضور و تصویربرداری از جنگهای بین المللی از جمله جنگ بوسنی هزرگوین، صربستان ، سارایوو در سال 1992 ، حمله امریکا به افغانستان در سال 2001 و حمله امریکا به عراق در سال 2003 با ماموریت رسمی سازمان صدا و سیما برای تهیه خبر و تصویر تلویزیونی در جنوب عراق (شهرهای بصره، کربلا، سامرا، کاظمین، بغداد، نجف و ناصریه) را دارد که در این جنگ بر اثر انفجار (موج انفجار و تشعشات رادیواکتیو اورانیوم ضعیف شده) از 2 چشم نابینا گشت. همچنین در 8 سال دفاع مقدس، عملیاتهای والفجر مقدماتی ، والفجر 1 ، 2 ، 3 ، عملیات بدر و خیبر شرکت داشته است. او اولین جانباز شیمیایی نابینای کشور میباشد که بعنوان تهیه کننده و مجری تلویزیونی برنامه "راهیان ورزش" از شبکه ورزش حضور داشته است. برخی از فعالیتهایش در حوزه رسانه بشرح ذیل میباشد: 1. تصویربرداری برنامه های ورزشی شبکه یک سیما (ورزش و مردم)، برنامه نود، لیگ برتر فوتبال، لیگ برتر والیبال، لیگهای ورزشی داخل کشور، ورزشهای رزمی، مسابقات قایقرانی قهرمانی آسیا ، اتومبیل رانی، موتورسواری، چتربازی 2. اولین فیلمبردار مسابقات هوایی (پاراگلایدر) کشور 3. تهیه گزارشات متعدد از نمایشگاه های بین المللی صنعتی و توسعه و فناوری و علمی 4. کارگردانی مستند یادگار زخم، پخش از شبکه یک و شبکه جهانی جام جم 5. کارگردانی تیتراژهای ورزشی 6. کارگردانی تیتراژ لیگ برتر 7. کارگردانی مستند زندگی ارامنه ایران (حضور در تلویزیون دولتی NHK ژاپن) 8. ساخت مستند میراث فرهنگی و آثار باستانی، صنایع دستی و گردشگری ، پخش از شبکه جهانی جام جم 9. ساخت مستند محیط زیست و حیات وحش، "برنامه ایران در جهان یک مرز"، شبکه جام جم 10. ساخت کلیپ در مورد حضرت فاطمه زهرا سلام الله (شهدای گمنام) 11. ساخت کلیپ تصویری بوی عطرگل یاس 12. ساخت مستند صنعت فرش 13. مدیر تولید و هماهنگی مستند زنگ زدگی و خوردگی (صنایع هواپیمایی، نفت پتروشیمی، ذوب آهن، فولاد و غذایی) {بعنوان دومین کشور در دنیا در ساخت این فیلم مستند}و پخش آن از شبکه چهار سیما 14. ساخت مستند برنامه های فرهنگی، اجتماعی انجمن عصای سفید 15. ساخت کلیپ زلزله بم 16. ساخت مستند از زیرساختهای دپارتمان شهری برای معلولین و نابینایان |

## فیلمشناسی

### سینمایی
- گشتی‌ها (تدارکات ۱۳۶۵)
- وصل نیکان (بازیگر ۱۳۷۰)
- راننده سفیر (گروه کارگردانی ۱۳۷۲)
- سحرگاه پیروزی (با تشکر ۱۳۷۸)
- آخرین نبرد (کارگردان و پرداخت نهایی فیلمنامه ۱۳۷۶)
- برج مینو (با تشکر ۱۳۷۴)
- آن مرد آمد (کارگردان و طرح اولیه داستان ۱۳۸۶)
- گلوگاه شیطان (کارگردان و نویسنده ۱۳۸۹)
- گام‌های شیدایی (کارگردان ۱۳۹۱)

### تلویزیونی
- سفر سرخ
- یاس‌های کوچک
- ریشه در زمان
- یکی از میان ما
- شهر آفتاب
- زائر سرای ممتاز
- نشانه‌ها
- زمانی برای خاکستر
- دولت عشق

### فیلم‌های کوتاه (کلیپ)
- سپید و سیاه
- وسعت سبز
- رویش عشق
- شهیدان خدایی
- دریا دل